# Agnes van Metz

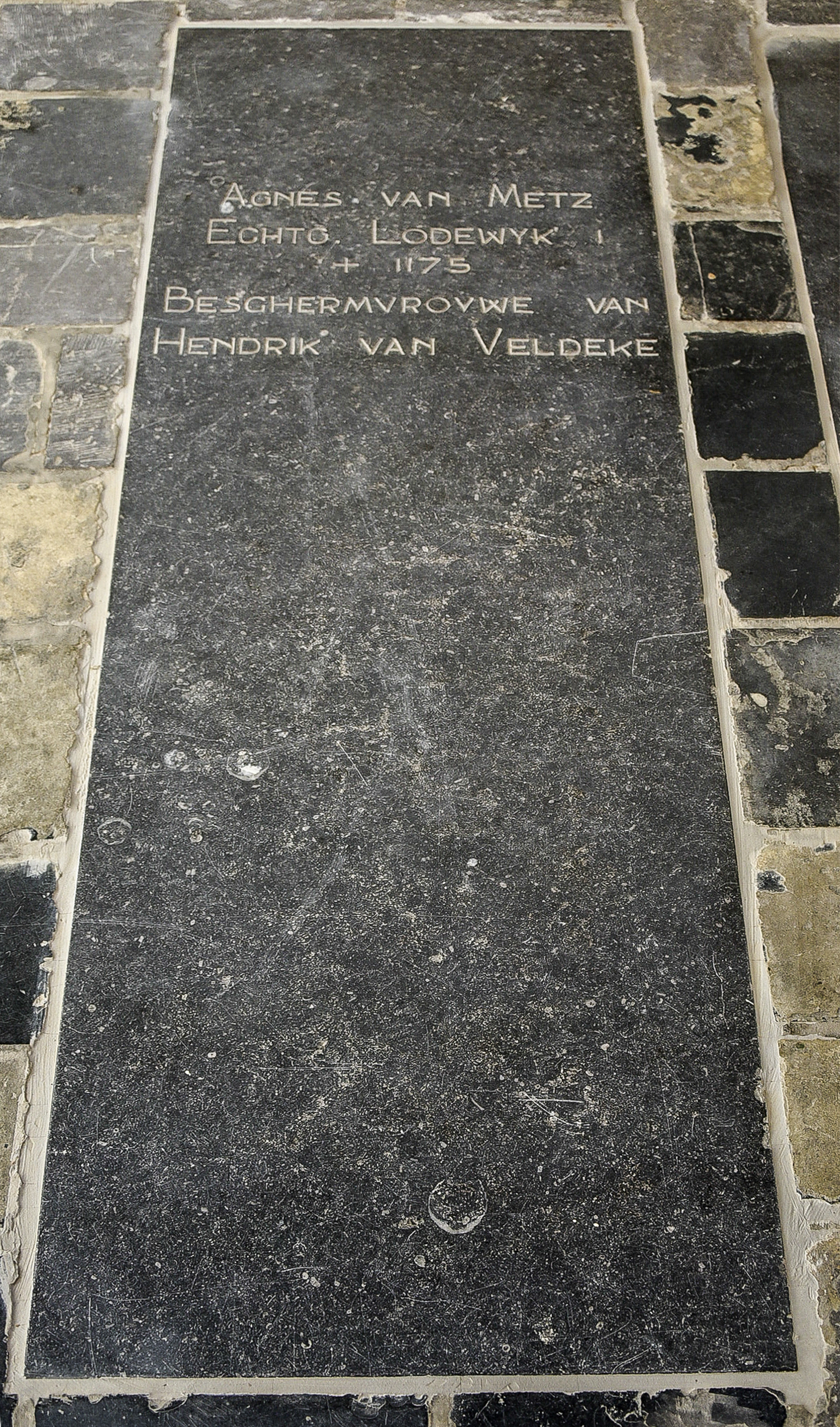
Grafsteen van Agnes van Metz

Agnes van Metz (ca. 1114 - 1175/1180) was de echtgenote van Lodewijk I, graaf van Loon. Ze was de dochter van Folmar V van Metz en Mathilde, erfdochter van Longwy. 
Agnes gaf Hendrik van Veldeke, die een tijd vertoefde in de grafelijke burcht van Borgloon, de opdracht om de Sint-Servaeslegende te schrijven.
Men ging er lang vanuit dat Lodewijk en zijn vrouw in de Graethemkapel in Borgloon werden begraven. De kapel is nu een deel van het museum GRAAF. Na onderzoek bleek dat de gevonden skeletten jonger zijn. In het museum zijn wel grafstenen te zien die hun namen dragen.

## Huwelijk en kinderen
Lodewijk en Agnes kregen de volgende kinderen:
- Agnes, gehuwd met Otto I van Beieren.
- Arnoud, jong overleden
- Gerard, volgde zijn vader op
- Hugo, was getrouwd maar de namen van zijn vrouw en evt. kinderen zijn niet bekend. Hugo verving zijn broer Gerard als graaf wanneer Gerard op kruistocht was
- Bonne, gehuwd met Wouter Berthout, heer van Mechelen uit het Grimbergse geslacht Berthout
- Imagina, gehuwd met Godfried III van Brabant
- Laurette (ovl. voor 1184), in 1172 gehuwd met Gilles van Duras om de twist bij te leggen (gescheiden 1174), hertrouwd met Theobald I van Bar

## Genealogie Agnes van Metz
[bewerken | brontekst bewerken]
Bekende voorouders van Agnes zijn:
- (1) Folmar V van Metz (ca. 1090 - 1142) en Mathilde van Dagsburg (ca. 1098 - na 1157). Graaf van Metz en Homburg, stichtte in 1135 de abdij van Beaupré
  - (2) Folmar IV van Metz (ca. 1060 - 25 juni 1111), graaf van Metz, Huneburg et Lunéville, stichtte de abdij van Lixheim in 1107, daar begraven
    - (3) Folmar III van Metz (ca. 1000 - 1075), paltsgraaf van Metz, en Swanhilde (ca. 1005 - voor 1076)
      - (4) Godfried van Metz (ca. 975 - 1056), paltsgraaf van Metz, en Judith
        - (5) Folmar II van Metz (ca. 950 - voor 1029), paltsgraaf van Metz, en Gerberga van Verdun
          - (6) Folmar I van Bliesgau (ca. 920 - voor 996), paltsgraaf van Metz, graaf van Lunéville, en Bertha
            - (7) Folmar van Luneville (ca. 900 - na 980)
              - (8) Folmar van Worms, graaf van Worms, en Richilde

          - (6) Godfried van Verdun en Mathilde van Saksen

  - (2) Adalbert II van Egisheim (ca. 1065 - 24 augustus 1098) en Ermesinde I van Namen, ouders van Mathilde